# Покидая Лас-Вегас
«Покидая Лас-Вегас» (англ. Leaving Las Vegas) — американский фильм 1995 года. Психологическая драма об отношениях между алкоголиком и проституткой, живущими в Лас-Вегасе.
Фильм поставил по собственному сценарию, основанному на автобиографическом романе Джона О’Брайена, режиссёр Майк Фиггис. О’Брайен не увидел экранизации своей книги, поскольку покончил жизнь самоубийством незадолго до начала производства киноленты.
Оригинальный негатив фильма «Покидая Лас-Вегас» снят в формате Супер-16 на узкую 16-мм киноплёнку, вместо стандартной для постановочного кинематографа 35-мм. Выбранный формат негатива характерен для фильмов в стиле арт-хаус.
После первых показов в Соединённых Штатах 27 октября 1995 года фильм получил высокие оценки критиков. В широкий прокат вышел 9 февраля 1996 года в небольшом количестве кинозалов. Даже после церемонии награждения премии «Оскар» фильм не был широко известен.
Николас Кейдж получил «Оскар» как лучший актёр за роль в этой картине. Элизабет Шу была номинирована как лучшая актриса. Кроме того, «Покидая Лас-Вегас» отметился в номинациях «Лучший адаптированный сценарий» и «Лучший режиссёр».

## Сюжет
Бен Сандерсон, голливудский сценарист, страдающий алкоголизмом, занимает в ресторане денег у своего друга и коллеги Питера. В своём любимом баре Бен пытается напиться и далее терпит неудачу в знакомстве с красивой девушкой. Последующая встреча с проституткой на улице лишает его обручального кольца, а наутро Сандерсона увольняют. Продав все акции и ценности, а затем выкинув личные вещи, Бен поджигает дом и отправляется в Лас-Вегас. В первый же вечер на одном из перекрёстков он едва не сбивает проститутку по имени Сера.
Заселившись в дешёвый мотель «Круглый год», Бен снова встречает Серу на том же месте, где чуть не сбил её вчера. Он предлагает 500 долларов за час, проведённый с ним, но, приведя даму в отель, Сандерсон просит просто поговорить с ним без занятия сексом. Между героями возникает необъяснимое чувство — они узнают себя друг в друге. Вскоре после этого на экране появляется сутенёр Серы, латвийский иммигрант Юрий Бутсов, который груб с ней, постоянно повышает голос и даже несколько раз пускает в дело нож. Юрия преследуют польские гангстеры, и, узнав об этом, он отпускает Серу. Вскоре его убивают.
Отношения главных героев обречены, но они начинают жить вместе. Сера должна обещать Бену, что никогда не попросит, чтобы он перестал пить, а Бен не должен критиковать занятие Серы. Сначала это удаётся: Бен принимает проституцию Серы и удерживается от запоев. Они ходят в рестораны, казино, но оба всё больше недовольны поведением друг друга.
Сера пытается избавить Бена от алкоголизма, советуя обратиться к доктору. А Бен, сильно напившись, приводит другую проститутку в дом Серы. Сера возвращается домой, застаёт их врасплох и выгоняет Бена. Вскоре девушку насилуют и избивают трое нанявших её подростков. Из-за синяков Серу выселяют из арендуемой комнаты хозяева, и Бен теряет её. Однако, находясь почти при смерти, Бен чудом ей дозванивается. Придя к Бену, Сера впервые занимается с ним сексом, а наутро он умирает.

## В ролях
| Актёр          | Роль          |
| -------------- | ------------- |
| Николас Кейдж  | Бен Сандерсон |
| Элизабет Шу    | Сера          |
| Джулиан Сэндс  | Юрий Бутсов   |
| Ричард Льюис   | Питер         |
| Стивен Уэбер   | Марк Нассбаум |
| Эмили Проктер  | Дебби         |
| Валерия Голино | Терри         |

## Награды и номинации
- 1996 — премия «Оскар» за лучшую мужскую роль (Николас Кейдж), а также 3 номинации: лучший режиссёр (Майк Фиггис), лучшая женская роль (Элизабет Шу), лучший адаптированный сценарий (Майк Фиггис)
- 1996 — премия «Золотой глобус» за лучшую мужскую роль — драма (Николас Кейдж), а также 3 номинации: лучший фильм — драма, лучший режиссёр (Майк Фиггис), лучшая женская роль — драма (Элизабет Шу)
- 1996 — 3 номинации на премию BAFTA: лучшая мужская роль (Николас Кейдж), лучшая женская роль (Элизабет Шу), лучший адаптированный сценарий (Майк Фиггис)
- 1996 — номинация на премию «Выбор критиков» за лучшую мужскую роль (Николас Кейдж, 2-е место)
- 1996 — 4 премии «Независимый дух»: лучший фильм (Лиза Кэйзис, Энни Стюарт), лучший режиссёр (Майк Фиггис), лучшая женская роль (Элизабет Шу), лучшая операторская работа (Деклан Куинн), а также 2 номинации: лучшая мужская роль (Николас Кейдж), лучший сценарий (Майк Фиггис)
- 1996 — премия Гильдии киноактёров США за лучшую мужскую роль (Николас Кейдж), а также номинация за лучшую женскую роль (Элизабет Шу)
- 1996 — номинация на премию Гильдии режиссёров США за лучшую режиссуру художественного фильма (Майк Фиггис)
- 1996 — номинация на премию Гильдии сценаристов США за лучший адаптированный сценарий (Майк Фиггис)
- 1995 — премия Национального совета кинокритиков США за лучшую мужскую роль (Николас Кейдж), а также попадание в десятку лучших фильмов года
- 1995 — два приза кинофестиваля в Сан-Себастьяне: Серебряная раковина за лучшую режиссуру (Майк Фиггис), Серебряная раковина за лучшую мужскую роль (Николас Кейдж), а также номинация на Золотую раковину (Майк Фиггис)